# Trigonidomimus annuliger
Trigonidomimus annuliger är en insektsart som först beskrevs av Morgan Hebard 1928.  Trigonidomimus annuliger ingår i släktet Trigonidomimus och familjen syrsor. Inga underarter finns listade i Catalogue of Life.